# Prostaciklinski receptor
Prostaciklinski receptor (ili prostaglandinski I2 receptor, IP1) je receptor za prostaciklin.
On je član familije G-protein spregnutih receptora. Prostaciklin, glavni proizvod ciklooksigenaze u makrovaskularnom endotelu, uzrokuje potentnu vazodilataciju i inhibiciju agregacije trombocita putem vezivanja za ovaj receptor.

## Transdukcija
Prilikom vezivanja za molekul prostaciklina, receptor konformaciju i aktivira , koji aktivira cAMP i povećava aktivnost proteinske kinaze A (PKA).

## Literatura
1. ↑  „Entrez Gene: PTGIR prostaglandin I2 (prostacyclin) receptor (IP)”.

## Spoljašnje veze
- „Prostanoid Receptors: IP1”. IUPHAR Database of Receptors and Ion Channels. International Union of Basic and Clinical Pharmacology. Архивирано из оригинала 03. 03. 2016. г.

## Dodatna literatura
- Coleman RA, Smith WL, Narumiya S (1994). „International Union of Pharmacology classification of prostanoid receptors: properties, distribution, and structure of the receptors and their subtypes.”. Pharmacol. Rev. 46 (2): 205—29. PMID 7938166.
- Rauvala H, Peng HB (1997). „HB-GAM (heparin-binding growth-associated molecule) and heparin-type glycans in the development and plasticity of neuron-target contacts.”. Prog. Neurobiol. 52 (2): 127—44. PMID 9185236. doi:10.1016/S0301-0082(97)00007-5.
- Smyth EM, FitzGerald GA (2003). „Human prostacyclin receptor.”. Vitam. Horm. 65: 149—65. PMID 12481546. doi:10.1016/S0083-6729(02)65063-0.
- Boie Y; Rushmore TH; Darmon-Goodwin A;  . (1994). „Cloning and expression of a cDNA for the human prostanoid IP receptor.”. J. Biol. Chem. 269 (16): 12173—8. PMID 7512962.
- Katsuyama M; Sugimoto Y; Namba T;  . (1994). „Cloning and expression of a cDNA for the human prostacyclin receptor.”. FEBS Lett. 344 (1): 74—8. PMID 7514139. doi:10.1016/0014-5793(94)00355-6.
- Ogawa Y; Tanaka I; Inoue M;  . (1995). „Structural organization and chromosomal assignment of the human prostacyclin receptor gene.”. Genomics. 27 (1): 142—8. PMID 7665161. doi:10.1006/geno.1995.1016.
- Duncan AM; Anderson LL; Funk CD;  . (1995). „Chromosomal localization of the human prostanoid receptor gene family.”. Genomics. 25 (3): 740—2. PMID 7759114. doi:10.1016/0888-7543(95)80022-E.
- Nakagawa O; Tanaka I; Usui T;  . (1994). „Molecular cloning of human prostacyclin receptor cDNA and its gene expression in the cardiovascular system.”. Circulation. 90 (4): 1643—7. PMID 7923647.
- Bonaldo MF, Lennon G, Soares MB (1997). „Normalization and subtraction: two approaches to facilitate gene discovery.”. Genome Res. 6 (9): 791—806. PMID 8889548. doi:10.1101/gr.6.9.791.
- Sasaki Y; Takahashi T; Tanaka I;  . (1997). „Expression of prostacyclin receptor in human megakaryocytes.”. Blood. 90 (3): 1039—46. PMID 9242534.
- Fisch A; Tobusch K; Veit K;  . (1997). „Prostacyclin receptor desensitization is a reversible phenomenon in human platelets.”. Circulation. 96 (3): 756—60. PMID 9264479.
- Smyth EM, Li WH, FitzGerald GA (1998). „Phosphorylation of the prostacyclin receptor during homologous desensitization. A critical role for protein kinase c.”. J. Biol. Chem. 273 (36): 23258—66. PMID 9722557. doi:10.1074/jbc.273.36.23258.
- Kömhoff M; Lesener B; Nakao K;  . (1999). „Localization of the prostacyclin receptor in human kidney.”. Kidney Int. 54 (6): 1899—908. PMID 9853255. doi:10.1046/j.1523-1755.1998.00213.x.
- Hayes JS, Lawler OA, Walsh MT, Kinsella BT (1999). „The prostacyclin receptor is isoprenylated. Isoprenylation is required for efficient receptor-effector coupling.”. J. Biol. Chem. 274 (34): 23707—18. PMID 10446129. doi:10.1074/jbc.274.34.23707.
- Smyth EM, Austin SC, Reilly MP, FitzGerald GA (2000). „Internalization and sequestration of the human prostacyclin receptor.”. J. Biol. Chem. 275 (41): 32037—45. PMID 10889200. doi:10.1074/jbc.M003873200.
- Lawler OA, Miggin SM, Kinsella BT (2001). „Protein kinase A-mediated phosphorylation of serine 357 of the mouse prostacyclin receptor regulates its coupling to G(s)-, to G(i)-, and to G(q)-coupled effector signaling.”. J. Biol. Chem. 276 (36): 33596—607. PMID 11443126. doi:10.1074/jbc.M104434200.
- Zhang Z, Austin SC, Smyth EM (2001). „Glycosylation of the human prostacyclin receptor: role in ligand binding and signal transduction.”. Mol. Pharmacol. 60 (3): 480—7. PMID 11502878.
- Fortier I; Patry C; Lora M;  . (2001). „Immunohistochemical localization of the prostacyclin receptor (IP) human bone.”. Prostaglandins Leukot. Essent. Fatty Acids. 65 (2): 79—83. PMID 11545623. doi:10.1054/plef.2001.0292.